# Сушица (Боздаг)
Вижте пояснителната страница за други значения на Сушица.
Сушица или Куру Чай (на гръцки: Σούσιτσα, Σόσιτσα) е река в Егейска Македония, Северна Гърция.

## Път
Реката извира в планината Боздаг (Фалакро) южно под гребена Карталка (2035), на който е пещерата Снежница. Тече под името Наковица първоначално на югозапад през едноименната гора Наковица, а след това на запад през Бъбълецкия пролом. Приема големите си десни притоци Ловна и Дебелина и при бившето село Кончен завива на юг. Приема реката на Бъбълец Преход, а след това и големия си ляв приток Буро. Излиза от планината при село Плевня, минава западно покрай селото и се влива в Панега северозападно над Голям Семендрик (Мегалокамбос).

## Водосборен басейн
→ ляв приток, ← десен приток
- ← Ловна[2]
- ← Дебелина[2]
  - → Усоница[2]
- ← Преход[2]
- → Буро[2]